# Энгонга-Овоно, Франсуа
Франсуа Энгонга-Овоно (фр. François Engongah Owono; 17 июля 1945, Оем, Габон — 26 февраля 2023 Париж, Франция) — габонский политик.

## Политическая карьера
Энгонга Овоно, этнически принадлежащий к народам Фанг, родился 17 июля 1945 года в Оеме. Влиятельный член реформистской фракции Габонской демократической партии (PDG) (rénovateurs), он был государственным секретарём при министре планирования регионального развития с мая 1990 по ноябрь 1990, затем государственным секретарем при министре оборудования и строительства с ноября 1990 года по июль 1991 года. Франсуа был назначен советником при президенте в 1991 году.
В 1995 году Энгонга Овоно был назначен национальным секретарём PDG по судебным разбирательствам, соблюдению дисциплины и выборам. На парламентских выборах в декабре 2001 года он был избран в Национальное собрание в качестве кандидата от Демократической партии в Оеме, получив 50,21% голосов. Год спустя, 12 ноября 2002 года, он был назначен в правительство в качестве делегата-министра при государственном министре сельского хозяйства, и вступил в должность 18 ноября. На местных выборах в декабре 2002 года он возглавил один из двух списков PDG в Оеме.
5 сентября 2004 года Энгонга Овоно был назначен на должность министра национального образования. Во время президентских выборов в ноябре 2005 года он был координатором кампании президента Омара Бонго в Оеме. Он оставался министром национального образования, пока 19 января 2006 года Бонго не назначил его президентом Национального совета по коммуникациям. После трёх лет на этой должности он был назначен государственным министром труда и занятости 14 января 2009 года.
Энгонга Овоно был одним из ключевых союзников Али Бонго на протяжении многих лет, и после смерти Омара Бонго в июне 2009 года Али был выдвинут кандидатом в президенты от Демократической партии. Во время президентских выборов в августе 2009 года Энгонга Овоно был координатором кампании Али Бонго в провинции Волё-Нтем. 16 октября 2009 года, когда Бонго вступил в должность президента, он немедленно переместил Энгонга Овоно с поста государственного министра труда на пост генерального секретаря канцелярии президента. В качестве генерального секретаря президента Энгонга Овоно занимал чрезвычайно важную должность, и некоторые подозревали, что он будет обладать полномочиями, аналогичными полномочиям премьер-министра.
17 октября 2009 года Энгонга Овоно объявил состав первого правительства, которое будет назначено Бонго. Он сказал, что сокращение числа министров — с 44 до 29 — было проведено эффективно, и что «главная миссия» нового правительства будет «вернуть страну к работе».
Энгонга Овоно занимал пост генерального секретаря президента чуть больше года; Президент Бонго 14 января 2011 года назначил вместо него Лор Ольгу Гонджу. Увольнение Энгонга Овоно было связано с его возрастом, поскольку он превысил официальный возрастной предел для своей должности, и, очевидно, это ознаменовало конец его политической карьеры.
Скончался 26 февраля 2023 года в Париже после непродолжительной болезни.